# جية (الشوف)
جية هي إحدى البلدات الساحلية في لبنان من بلدات قضاء الشوف في محافظة جبل لبنان، يسكن فيها 5 الآف نسمة تقريبًا. وتقع على بعد 23 كم جنوب بيروت، يمكن الوصول لها من بيروت خلال 30 دقيقة تقريبًا بالسيارة على طول طريق بيروت-صيدا السريع جنوب العاصمة. تاريخيًا وتحديدًا في العصر الفينيقي كانت تُعرف باسم بورفيريون وكانت ميناءً بحريًا طبيعيًا مزدهرًا، ولا يزال يعمل حتى اليوم. وتشتهر البلدة أيضًا بشاطئها الرملي الذي يبلغ طوله سبعة كيلومترات، على عكس غالبية ساحل لبنان الصخري.
وحسب ما ذُكر في العهد القديم فإن النبي يونان بن أمتّاي نزل على شواطئ جية بعدما دفعه الحوت من فمه، وقد بنى هيكلًا على هذا الشاطئ، الذي ما زال موجودًا حتى الوقت الحاضر. وقد مر العديد من الغزاة عبر بورفيريون مثل تحتمس المصري الذي أنزل جنوده في مينائها لغزو الشمال. كذلك مر منها واستراح فيها الإسكندر الأكبر قبل هجومه على صور. كما سار القديس بطرس والقديس بولس في الجية عدة مرات.
في العصر الحديث واجهت الجية العديد من المشاكل والضربات، خاصةً تلك التي حدثت خلال الحرب الأهلية اللبنانية بالفترة بين (1975-1990). ولأنها مدينة ساحلية وميناء طبيعي تعرضت للعديد من الهجمات من قِبل منظمة التحرير الفلسطينية، بالإضافة إلى هجمات الجيش الإسرائيلي خلال الثمانينات، كان أسوأها في 20 يناير 1976. وخلال سنوات الحرب، سيطر الحزب التقدمي الاشتراكي على ميناء الجية البحري.
وفي مارس 1989 فرض العماد ميشال عون حصارًا على الميناء، أدى ذلك لاندلاع مواجهات عنيفة بالمدفعية الثقيلة بين قوات عون وقوات الحزب التقدمي الاشتراكي وحركة أمل والجيش السوري في بيروت والشوف. بسبب ذلك قتل 90 شخص على الأقل وأصيب المئات. وحتى الآن يتم إعادة بناء الجية، وإن كان بوتيرة أبطأ من العاصمة بيروت القريبة منها.

## الآثار
تضم البلدة بعضًا من أفضل الآثار التاريخيّة في لبنان، بعضها مدفون تحت مباني حديثة، والبعض الآخر في انتظار التنقيب، والبعض الآخر تمت إزالته بالفعل ووضعه في المتاحف. وعثر على فسيفساء تصور قصة النبي يونان والسمكة العملاقة في العهد القديم في كنائس محفورة تحت الأرض بفعل الزمان. ومن الآثار المهمة كذلك فسيفساء الأرضية الكبيرة من فترة الإمبراطورية البيزنطية والتي كانت كبيرة جدًا بحيث كانت هناك حاجة إلى شاحنات لنقلها إلى المتاحف، وكذلك المجموعة الفاخرة التي يملكها وليد جنبلاط، وهو سياسي محلي، والتي يتم عرضها في منزله في متحف قصر بيت الدين.
كانت الجية مؤخرًا مسرحًا لعمليات تنقيب غير منظمة في كنيسة مسيحية من العصر البيزنطي والمقابر المحيطة بها، والتي كانت مدفونة تحت الأرض لعدة قرون. والآن لا تتوفر أي حماية للمكان بسبب مشكلات لبنان السياسية والاقتصادية المتتالية. وكذلك بسبب حقوق الملاك في الحفاظ على القطع الأثرية التاريخية الموجودة في ممتلكاتهم، أو الوثائق التي تعود لقبائلهم. وكل ذلك يندرج في إطار الحفاظ العالمي على الأعمال التاريخية والأثرية، الذي عُمل به عام 1971.

## الدين والمذاهب
الجية كما باقي مناطق لبنان هي موطن للعديد من الطوائف الدينية، وغالبية سكان الجية من المسيحيين الموارنة والمسلمين الشيعة مع أعداد أقل من الكاثوليك والدروز والمسلمين السنة. يتموقع المسلمون الشيعة في هذه المنطقة بشكل رئيسي في الجانب المرتفع من منطقة النبي يونس، الواقع في الأجزاء الوسطى الغربية والجنوبية من المدينة على الساحل. بينما المنطقة الشمالية والوسطى الشرقية يسكنها المواطنين المسيحيين والسنة بجانب كاتدرائية القديس جاورجيوس وسيدة النجمة. دخلت عملية إعادة بناء كنيستي الجية حيز التنفيذ بعد سنوات قليلة من انتهاء الحرب الأهلية أثناء طفرة البناء. في الصور أدناه توجد كنيسة سيدة النجمة، والكنيسة الكاثوليكية المارونية التي تم الانتهاء من بنائها في عام 2017، بالإضافة إلى كنيسة القديس جاورجيوس الجديدة.
أرسلت العديد من العائلات المسيحية التي فرت من بلدة الجية الأموال لإعادة بناء كنيسة سيدة النجمة، التي اكتملت الآن وتستضيف بانتظام حفلات الزفاف والمناسبات الدينية الأخرى. كما بدأت عملية إعادة بناء كنيسة سانت جورج. في حين أن المسجد الأصلي للبلدة الذي بني مباشرة فوق قبر النبي يونس لحماية القبر، والذي بنته منذ حوالي قرن عائلة الحاج (إحدى العائلات الشيعية السائدة في القرية)، لكنه لا يزال في حالة خراب بسبب نزاع بين الفصائل الشيعية والسنية حول مكان إنشاء المنشأة الجديدة وتشييدها. وقد تسبب هذا في صراع بين جميع الطوائف الدينية في المنطقة. ومنذ أن دخل حزب الله في قلب الخلاف وقام ببناء مسجد شيعي دون إيجاد إتفاقية بين الطرفين، ووافقت الطوائف المسيحية على بناء المسجد، مؤكدين من أن الآذان لن يشكل عائقاً أمام ممارساتهم الدينية.
تستضيف الجية والبلدات القريبة منها العديد من المنتجعات التي تتميز بالشواطئ الرملية التي يبلغ طولها 7 كم، كما وتتميز بقربها من بيروت؛ والتي تتيح للعديد من الأشخاص المقيمين في بيروت زيارتها بسهولة طوال اليوم.

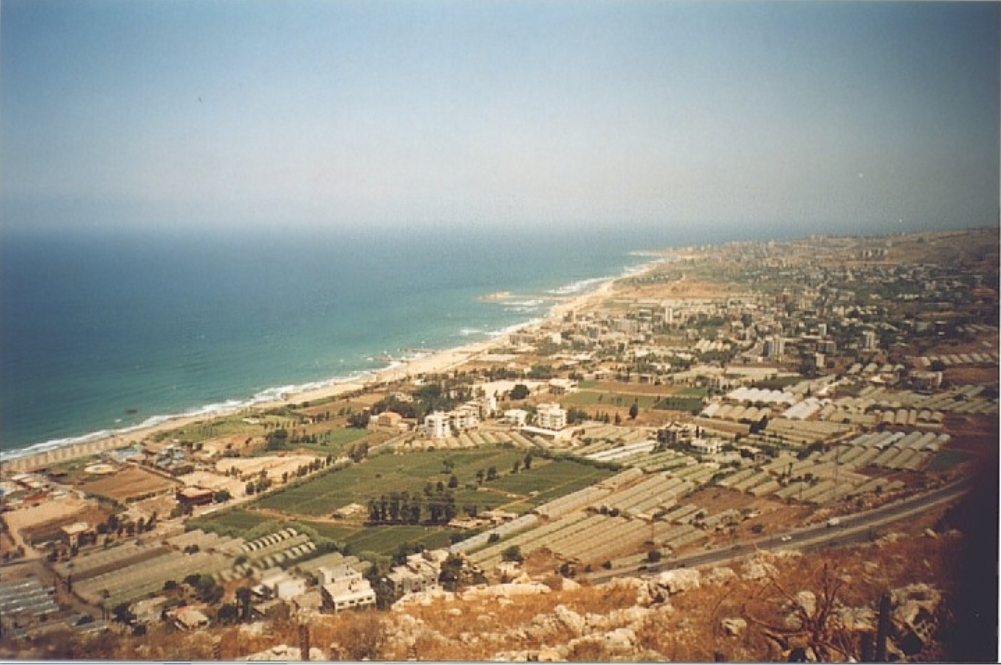
منظر طبيعي للجية عام 2003
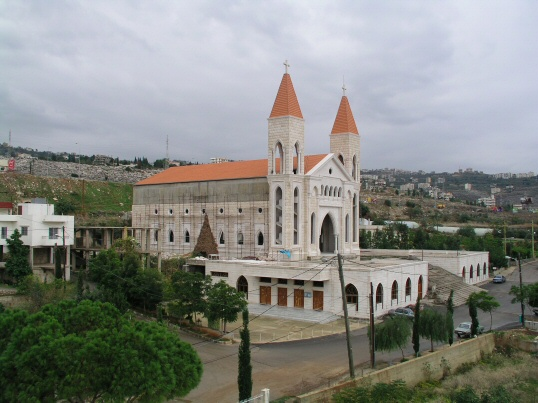
كنيسة سيدة النجمة للمارون الكاثوليك